# Amelora catacris
Amelora catacris là một loài bướm đêm trong họ Geometridae.